# The Kliq
The Kliq (a veces escrito como Clique) fue un grupo tras bastidores de la World Wrestling Federation (WWF, ahora WWE) durante mediados de los 90's, compuesto por Scott Hall, Kevin Nash, Shawn Michaels, Triple H y Sean Waltman. En 1996, The Kliq rompieron con sus personajes en un house show en el Madison Square Garden, en un incidente referido como el "MSG Incident" (Curtain Call), un evento que afectó las subsecuentes historias y desarrollo de la WWF. The Kliq también fue el principal catalizador para dos de los más controvertidos stables en la historia de la lucha libre: la New World Order (nWo) en la World Championship Wrestling (WCW) y D-Generation X (DX) en la WWF/E. De the Kliq, Waltman y Michaels servirían en ambos grupos; Triple H fue miembro de DX mientras que Nash y Hall se presentaron con la nWo.

## Historia

### Formación e inicios
The Kliq fue formado por los mejores amigos en la vida real Scott Hall (conocido entonces como Razor Ramon), Kevin Nash (Diésel), Michael Hickenbottom (Shawn Michaels), Paul Levesque (Hunter Hearst Helmsley) y Sean Waltman (1-2-3 Kid). En 1995, ellos tenían una gran influencia en el bookeo de los combates — el poder para programar y decidir quién gana las luchas en la WWF. Michaels afirma que el nombre "The Kliq" fue acuñado originalmente por Lex Luger, debido a la cercanía de los cinco amigos tras bastidores. A sugerencia de Vince Russo, Michaels comenzó a referirse a sus fanes como su "Kliq". Michaels escribió en su autobiografía de 2006 que no le gustaba la idea, y que "no fue un gran éxito" con los fanes.
Otro incidente ocurrió poco después en un evento en vivo en Montreal, Quebec, Canadá involucrando a Carl Ouellet, quien trabajaba bajo el nombre de Jean-Pierre Lafitte. Lafitte afirma que fue bookeado para ganar una lucha contra el entonces Campeón de la WWF Kevin Nash, en un house show en su ciudad natal, Montreal. Poco antes del match, sin embargo, el final fue cambiado por Michaels para que Lafitte pierda contra Nash, y a su vez crearía un argumento en backstage con Lafitte y Michaels. La lucha entre los dos finalizó en un doble conteo fuera porque Lafitte se rehuzó a ser planchado por Nash. En su libro, Michaels dice que "nosotros (The Kliq) enterramos a él (Ouellet)" porque no quiso hacer ver fuerte a Nash. Lafitte fue liberado de su contrato poco después. Contrario a los rumores, Michaels también declaró que el presidente de la WWF Vince McMahon no despidió a Lafitte. Shane Douglas afirma que estaba en el vestuario cuando ocurrió el incidente. Afirma que Nash fue originalmente quien dio la idea de hacer ver fuerte a Lafitte así el podría regresar a Montreal y tener una lucrativa revancha. Douglas afirma que Shawn Michaels convenció a Nash de cambiar el final de la lucha.
Bret Hart afirma en su autobiografía Hitman, que se le preguntó si quería ser parte del grupo, como su relación con Michaels era menos hostil en ese entonces: "Lo que más recuerdo de esa gira fue que Shawn, Razor y Nash me hablaron en Hamburgo sobre la idea de formar un grupo con los mejores luchadores que estrictamente cuidarían sus propios intereses". Sin embargo, Hart declinó la oferta.

### El «Curtain Call»
Una de las acciones más comentadas que implican a The Kliq tuvo lugar el 19 de mayo de 1996 en el Madison Square Garden. En esa fecha, Hall y Nash dejarían la WWF para fichar por sus rivales de la WCW, y esta sería su última obligación contractual en la WWF. En el evento principal del house show, Paul Levesque (que llegaba como el villano Hunter Hearst Helmsley) luchaba contra el favorito de los fanes Scott Hall (como Razor Ramon). Más tarde en esa noche, Shawn Michaels, entonces face, luchaba contra Kevin Nash (como el villano Diesel) en una steel cage match. Immediatamente después del match, Ramon entró al ring y abrazó a Michaels, lo cual no representó problemas ya que ambos eran los faces. Sin embargo, Helmsley entonces entró al ring y abrazó a Ramon, y Diesel se levantó y se unió a Michaels, Helmsley y Ramon en un prolongado abrazo grupal y luego los cuatro luchadores estuvieron de pie frente a la multitud con sus brazos levantados juntos.

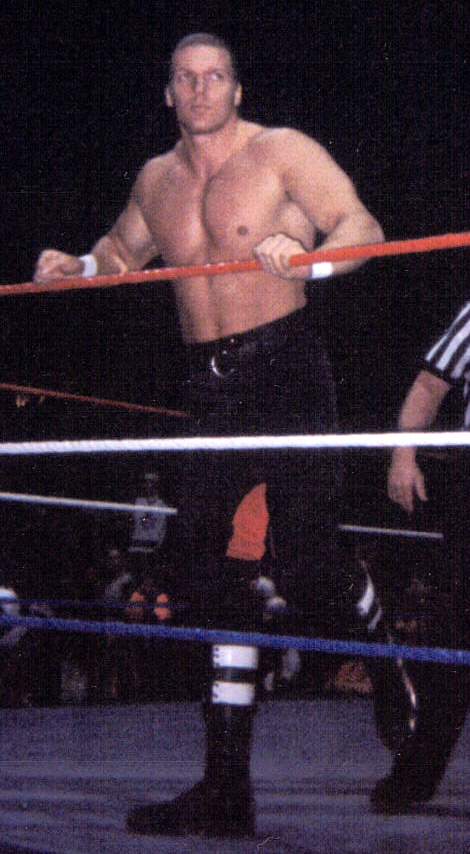
Triple H fue el único miembro de The Kliq que fue castigado por el incidente en el Madison Square Garden.

Sus acciones –nombradas como la "Curtain Call"– escandalizaron a los directivos de la WWF, quienes en ese tiempo aun querían mantener la tradicional ilusión que la enemistad entre faces y heels era real y que no eran amigos fuera del ring. La regla fue colocada como un medio para mantener historias y matches entre los luchadores, que a veces duraban años, y podría desmoronarse en segundos si los dos luchadores enfeudados estaban asociados como amigos en público. El Presidente de la WWF Vince McMahon se informó que inicialmente estaba de acuerdo con el incidente, pero no esperaba que fuera llevado tan lejos. McMahon tampoco esperó que dos fanes en la audiencia usaran una videocámara en el evento y capturaran todo el incidente en cinta, que más tarde fue adquirida por la WWF y salió al aire el 6 de octubre de 1997 en un episodio de Raw is War por Michaels y Levesque que, en el storyline, utilizaron las imágenes para irritar a McMahon.
Debido a que Hall y Nash ya habían confirmado su partida a la WCW, escaparon del castigo. Michaels, quien era el Campeón de la WWF en ese tiempo y una de las cabezas de carteles de la empresa, tampoco pudo ser sancionado. El castigo se redujo únicamente a Levesque, quien pasó de ser de #1Contender a Jobber. Él, sin embargo, ganaría el Campeonato Intercontinental de la WWF cinco meses después. El Undertaker afirmó en el DVD HHH: The Game que cuando Levesque llegó por primera vez a la compañía, le vio como una persona arrogante que solo miraba por él mismo, pero que a raíz de este castigo y viendo como Levesque lo aceptó sin quejarse, se ganó su respeto. Este castigo tendría un enorme impacto en el futuro de la WWF. Antes del "Incidente en el MSG", se tenía planeado que Levesque fuera el ganador del torneo King of the Ring de 1996 en el verano siguiente, pero su lugar -y el consiguiente push que usualmente viene con él— fue dado a Steve Austin, encendiendo su ascenso hacia el estrellato y ayudando a la WWF en su victoria sobre la WCW en las Monday Night Wars (Guerra de los Lunes por la Noche). el castigo a Levesque solo retrasó su ascenso a protagonismo en el negocio, ya que pasaría a ganar el año siguiente el torneo King of the Ring de 1997 y más tarde se volvería 14 veces campeón mundial, comenzando con su victoria por el campeonato de la WWF sobre Mankind la noche luego de SummerSlam en 1999, y en su última etapa, ya fuera del ring, promovido a Vicepresidente Ejecutivo de Talentos, Eventos en vivo y Creativo de la organización.

### La nWo y D-Generation X
Se afirma que los oficiales de la WWF, como no estaban de acuerdo con The Kliq y su influencia en el bookeo de los matches, los contratos de Hall y Nash dejaron que terminaran para disolver al grupo. En la WWE, sin embargo, se ha afirmado que Nash y Hall seguían siendo bienvenidos en la WWF y eran considerados entre sus principales superestrellas, pero optaron por abandonar la empresa por contratos lucrativos en la WCW. Cuando Hall y Nash fueron a la WCW, formaron a los Outsiders,y posteriormente al stable New World Order (nWo)  junto a Hulk Hogan. Cuando Waltman más tarde saltó hacia la WCW, se unió a la nWo como Syxx, a menudo trabajando en estrecha colaboración con The Outsiders y formando el trío conocido como el Wolfpac. Muchos fanes criticaron a Kevin Nash por poder de decisión en la WCW, ya que mostraba el mismo comportamiento de promocionarse a sí mismo en exceso asociado con The Kliq a una escala aún mayor. Los fanes a menudo apuntaban a Nash por bookearse a él mismo ganando el Campeonato Mundial de la WCW al derrotar al entonces invicto Goldberg y posteriormente, su subsecuente match con Hogan, catalogado como la más grave de sus "ofensas". Nash, sin embargo, afirma que no tenía ese poder de bookeo al momento del incidente. La inocencia de Nash es puesta en duda en muchas entrevistas a luchadores de la WCW quienes afirmaban que él Hogan y muchos otros rechazaban darles empuje a otros luchadores para mantenerse ellos mismos como las estrellas principales

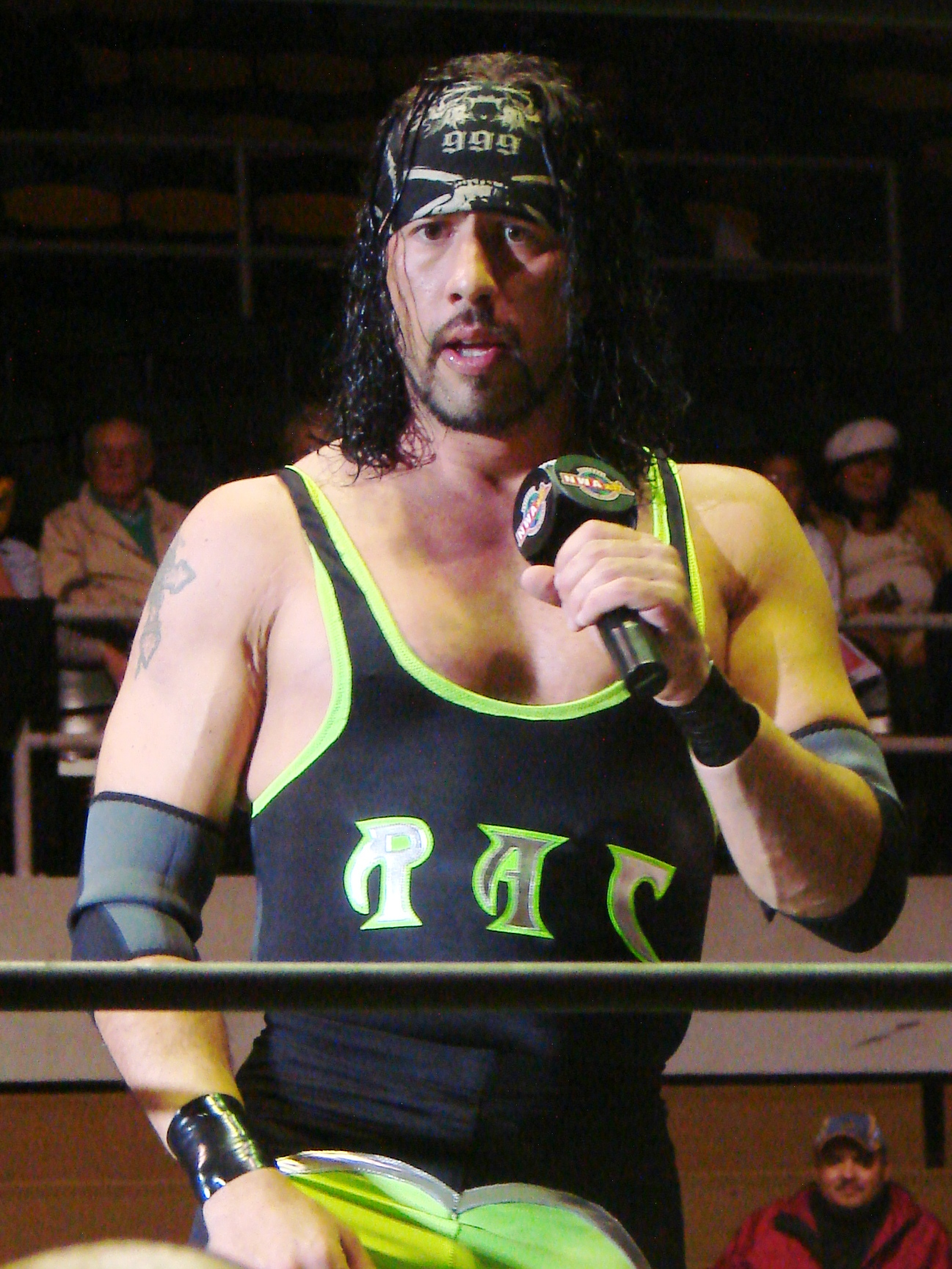
Sean Waltman fue miembro tanto de la nWo como de D-Generation X.

Mientras tanto, Michaels y Levesque comenzaron a persuadir a la directiva de la WWF dejarlos aparecer como un grupo en la pantalla, pero la directiva era vacilante y quería mantener a The Kliq separado en pantalla. Eventualente ellos se unieron como la facción D-Generation X (DX), con el personaje ficticio de Levesque "Hunter Hearst Helmsley" transformeándose gradualmente a Triple H o HHH, y junto a la novia de Levesque de ese momento y "guardaespaldas" femenina en pantalla, Chyna. Rick Rude además se unió temporalmente al grupo (en una suerte de guardaespaldas de Michaels), aunque su membresía terminó cuando firmó con la WCW después de que su contrato con la WWF expiró a principios de noviembre de 1997.
DX eventualmente llegó a ser tan influencial en las Monday Night Wars así como la nWo. Las payasadas de DX también ayudaron a encender a la Attitude Era en la WWF. Luego que Sean Waltman fuera despedido de la WCW, fue recontratado por la WWF y se unió a DX, reemplazando al lesionado Michaels. En la nWo, Hall y Nash trajeron el símbolo de las manos con ellos, lo cual llegó a ser ampliamente utilizado por los miembros de la nWo y fanes de todo el mundo.
El 6 de octubre de 1997 en WWF Raw is War, Shawn Michaels aludío esta conexión fuera de pantalla. Luego que Bret Hart afirmara que destruyera a the Kliq y "los sacara [a Scott Hall y Kevin Nash] fuera del pueblo", Michaels declaró, "The Kliq es la dueña de este negocio de la lucha profesional", y dijo que lo que realmente había pasado era una "expansión" en lugar de "destrucción". Durante un breve periodo en 1998, luego del regreso de Waltman a la WWF como X-Pac, en las promos los miembros de D-Generation X hicieron numerosas referencias a sus "amigos" en la WCW. El 27 de abril de 1998 en Raw (grabado en vivo en Hampton, Virginia), DX (compuesta por Triple H, Waltman, Billy Gunn, Road Dogg y Chyna) realizaron una burlona "invasión" de protesta / paramilitar toma de posesión del cercano coliseo de Norfolk Scope, donde WCW Monday Nitro se encontraba emitiendo. Triple H, montado en un M38, gritaba "¡Dejad salir a nuestra gente!" a través de un megáfono durante el incidente. Waltman los llamaba, "Solo queremos decirles 'qué tal' a nuesros muchachos Kevin Nash y Scott Hall". DX también arengó los cánticos de "WCW sucks" por los fanes fuera de la arena quienes tenían boletos para el show (algunos de los cuales, alegó Triple H, tenían boletos gratis para Nitro dados por la WCW para elevar el número de asistentes).
En 2002, luego que la WCW saliera del negocio, la nWo fue reformada en la WWF con Hall, Nash y Hogan, los miembros iniciales del grupo. Hogan pronto dejó el grupo luego de ser atacado por Nash y Hall como resultado de su cambio a face en WrestleMania X8. Otros antiguos miembros, incluyendo a Big Show y Waltman, se unieron al grupo. Más tarde Shawn Michaels, luego de 4 años fuera del ring, fue introducido por Kevin Nash comno un nuevo miembro de nWo, y Michaels prometió al resto del grupo que pronto traería a Triple H. Luego de semanas buscando los servicios de Triple H, se emitió una promo en backstage de la nWo deseando suerte a Triple H antes de una lucha. Esto incluyó a los 4 miembros de The Kliq (Shawn, Kevin, Pac y Triple H), así como Big Show que apareció deseándole buena suerte a Triple H. nWo le dijo a Triple H que "diera la señal con la mano" si necesitaba alguna ayuda. Poco después, Nash sufrió un desgarro de su cuádriceps (después de regresar la misma noche después de un tiempo fuera debido a una lesión en el bíceps) durante una lucha en parejas de 10 hombres, y la semana siguiente Vince McMahon disolvió a nWo. Eric Bischoff (actuando como el Gerente General de Raw) más tarde trató de hacer que Michaels ser el mánager de Triple H. Esto llevó a una breve reformación de DX, debido a que Triple H cambió a heel esa misma noche, lo que desencadenó en un largo y acalorado feudo que tardó aproximadamente dos años para resolverse. Al año siguiente, Nash regresó de su lesión como face y se alineó con Michaels contra Evolution (Triple H, Ric Flair, Batista y Randy Orton).

### Formaciones posteriores
Michaels y Triple H reformaron D-Generation X, regresando juntos por primera vez para una estancia de seis meses en la edición de Monday Night Raw del 12 de junio de 2006. Tendrían un feudo contra el Spirit Squad (Kenny, Johnny, Mitch, Nicky y Mikey), el Big Show y Vince McMahon, y más tarde con el equipo Rated-RKO (Edge y Randy Orton), hasta la legítima lesión a la rodilla de Triple H a inicios de 2007. Ellos reformarían nuevamente el stable en agosto de 2009, durante el último año de Shawn Michaels en la WWE. Durante ese año, D-Generation X ganaría los Campeonatos Unificados de Parejas de la WWE en TLC 2009 contra Jericho y el Big Show, que se convertiría en el inicio del primer y único reinado de Triple H y Shawn Michaels como equipo en parejas. D-Generation X más tarde se disolvería en marzo de 2010 (luego de perder los títulos en parejas ante el Big Show y The Miz). Michaels entonces se enfocaría en acabar con la racha invicta de The Undertaker en Wrestlemania, habiendo fallado previamente en WrestleMania XXV, puso su carrera en juego para el encuentro en WrestleMania XXVI el cual perdería y por consiguiente terminaría su carrera.
Hall, Nash y Waltman (trabajando para la Total Nonstop Action Wrestling) reformarían la nWo en un stable llamado The Band, donde Hall y Nash ganarían el Campeonato Mundial en Parejas de la TNA, pero Hall y Waltman fueron liberados de sus contratos poco después (y el contrato de Nash expiraría más tarde en ese año).
El 2 de abril de 2011, The Kliq, conformado por Nash, Waltman, Triple H y Shawn Michaels, hicieron una aparición especial cuando Shawn Michaels fue inducido en el WWE Hall of Fame de 2011. Scott Hall decidió no asistir a la ceremonia del Salón de la Fama u otras festividades de WrestleMania XXVII debido a las preocupaciones de permanecer sobrio. Hall ha luchado contra muchos problemas de drogas y alcohol y sufrió de varios problemas de salud en el último año, acreditando a sus amigos de The Kliq por ayudarle a través de sus batallas. Al concluir la inducción al Salón de la Fama de Scott Hall en 2014, los miembros de The Kliq se unieron a él en el escenario..
En diciembre de 2014, un episodio del programa de WWE Network The Monday Night Wars: WWE vs. WCW se enfocó en The Kliq.